# Ишан (народ)

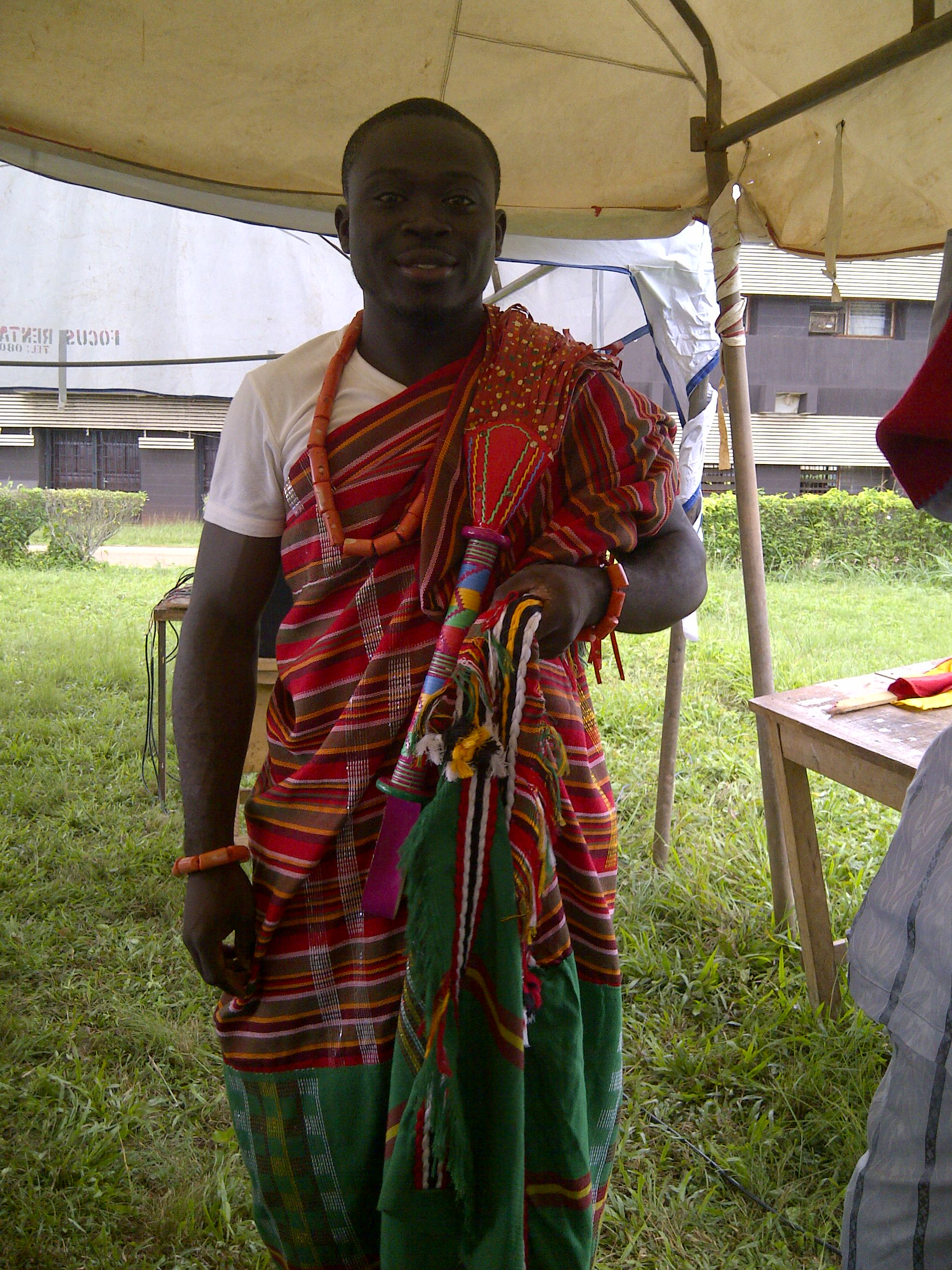

Ишан (иса, исан, эса, эсан, эшан; Esan, Anwain, Esa, Isa, Ishan) — народ, проживающий в Южной Нигерии в штате Эдо. Близок бини. Численность около 700 тыс.человек.

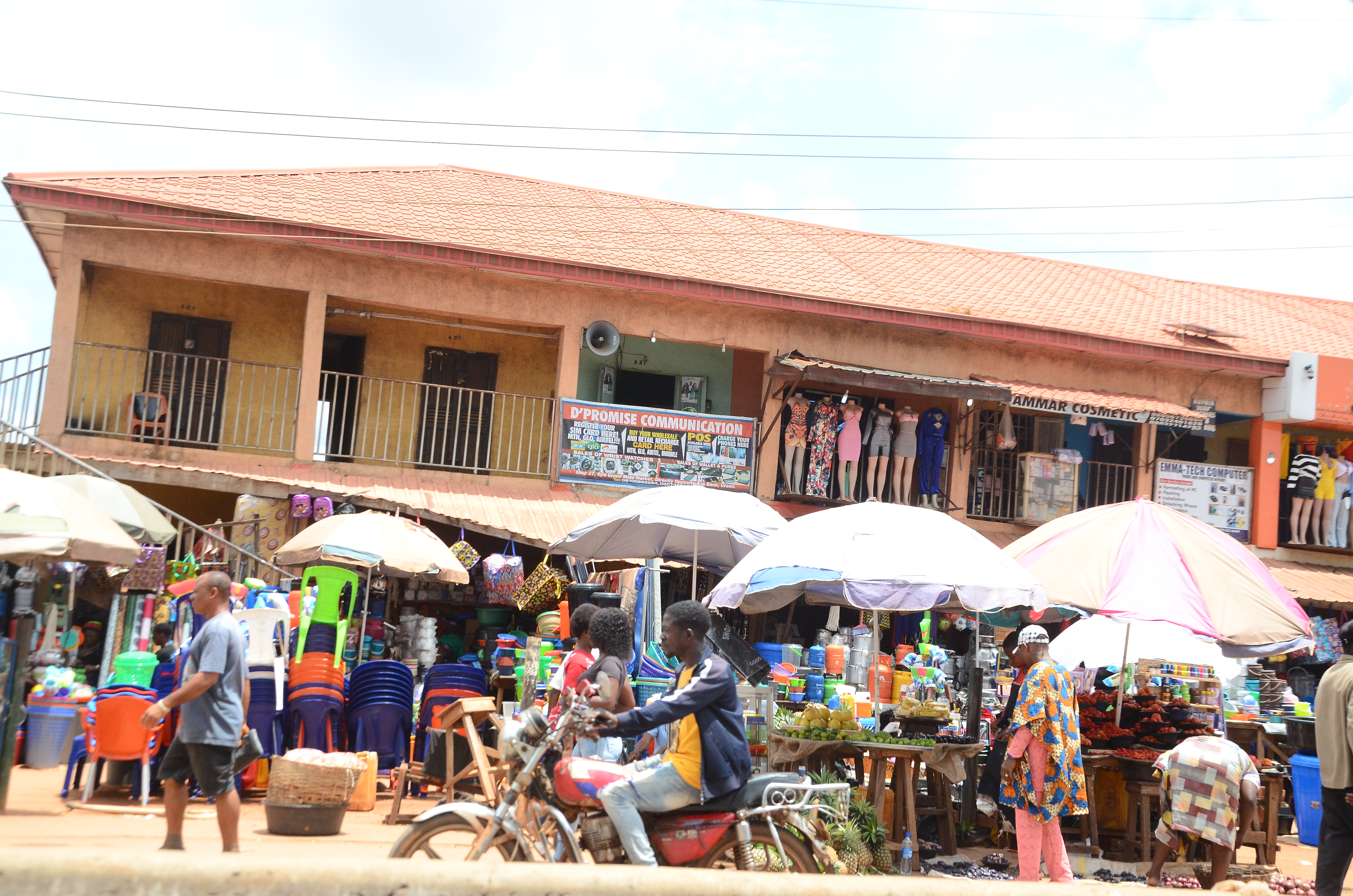

Говорят на языке эсан эдоидной ветви бенуэ-конголезской семьи языков (ранее эта группа относилась к семье ква).
По вероисповеданию христиане (католики и протестанты) и приверженцы традиционных верований.
Большинство выходцы из Бенин, в состав империи входили в конце XV—XVI веков и поданными верховного правителя которого признают себя по сей день. Меньшая часть связывает себя с йоруба, игала, нупе, ибо (игбо), итсекири.
Основное занятие -подсечно-огневое земледелие, главные культуры-ямс, масличная, кокосовая пальма, кукуруза. Разводят коз, овец, домашную птицу и скот. Ремесла-ткацкое и кузнецное. Высоко развита торговля продовольственными товарами и ремесленными изделиями с соседними народами.
Основная социальная единица-община, очень часто наблюдается объединение в нескольких общин, в семье чаще всего встречается патрилинейность и вирилолокальность .
У народа ишан выявляли до 0,026 Мб неандертальской примеси. Генетики из Калифорнийского университета в Лос-Анджелесе сравнили 405 геномов западноафриканцев из проекта 1000 геномов с геномом неандертальца из хорватской пещеры Виндия и геномом денисовского человека, обнаружили в геномах популяций Западной Африки (Esan в Нигерии (ESN), Mende в Сьерра-Леоне (MSL), Gambian в западной Гамбии (GWD) и йоруба из Ибадана (YRI)) от 2 до 19 % примеси, полученной ими от скрещивания с призрачным (ghost) человеком примерно 43 тыс. л. н. (95 %-й доверительный интервал: от 6000 до 124000 л. н.), отделившимся от предка современного человека ещё до раскола линии современных людей и линии неандертальцев и денисовцев — до 625000 л. н. (95%-й доверительный интервал: 360000 до 975000 л. н.).